# Kristinehamns stad
Denna artikel handlar om den tidigare kommunen Kristinehamns stad. För orten se Kristinehamn, för dagens kommun, se Kristinehamns kommun.
Kristinehamns stad var en stad och kommun i Värmlands län.

## Administrativ historik
Kristinehamn blev stad 1582 under namnet Bro (Broo), men förlorade stadsprivilegierna 1584, då hertig Karl, som hade utfärdat stadsprivilegierna, hade tänkt sig att Bro skulle bli Värmlands residensstad, men detta år ångrade sig och gav denna status åt Karlstad istället. 
Den 20 oktober 1642 fick Kristinehamn åter sina stadsprivilegier av drottning Kristina under namnet Christinehamn och bröts då ut ur Varnums socken.
Staden blev en egen kommun, enligt Förordning om kommunalstyrelse i stad (SFS 1862:14) från och med den 1 januari 1863, då Sveriges kommunsystem infördes. 1951 inkorporerades Varnums landskommun (ibland kallad Kristinehamns landskommun). 
1971 gick staden upp i den då nybildade Kristinehamns kommun.
Staden hade egen jurisdiktion med en rådhusrätt som 1971 uppgick i Kristinehamns tingsrätt.
Stadsförsamlingen Kristinehamns församling inkorporerade 1960 Varnums församling.

### Sockenkod
För registrerade fornfynd med mera så återfinns staden inom ett område definierat av sockenkod 2155 som motsvarar den omfattning staden hade kring 1950, vilket innebär den också omfattar Varnums socken.

## Stadsvapnet
Blasonering: I fält av silver en röd bojort med hissade segel, seglande på en av en vågskura bildad blå stam.
Bilden kommer från Kristinehamns stads sigill, föreskrivet i privilegiebrevet från 1642. När detta skulle fastställas som vapen på 1940-talet uppstod vissa tolkningskiljaktigheter mellan staden och Riksheraldikern. I sin nuvarande form kunde det fastställas av Kungl Maj:t 1941. Efter kommunombildningen 1971 registrerades det för Kristinehamns kommun i PRV 1974.

## Geografi
Kristinehamns stad omfattade den 1 januari 1952 en areal av 241,23 km², varav 232,14 km² land.

### Tätorter i staden 1960
I Kristinehamns stad fanns tätorten Kristinehamn, som hade 20 143 invånare den 1 november 1960. Tätortsgraden i staden var då 93,2 procent.

## Politik

### Lista över borgmästare
| Namn                     | Från | Till |
| ------------------------ | ---- | ---- |
| Georg Camitz             | 1661 | 1667 |
| Olof Persson             | 1673 | 1681 |
| Olof Olofsson Wallengren | 1693 | 1704 |
| Sven Lagerlöf            | 1704 | 1723 |
| Elis Wahlund             | 1836 | 1866 |
| Carl Nordenfelt          | 1866 | 1911 |
| Elis Nordenfelt          | 1912 | 1952 |
| Gösta Grevillius         | 1958 | 1965 |

### Mandatfördelning i valen 1919–1966
| 14 | 10 | 12 |

| 34 |

| 13 | 10 | 13 |

| 33 |

| 2 | 16 | 8 | 10 |

| 33 |

| 18 | 9 | 9 |

| 33 |

| 20 | 8 | 8 |

| 33 |

| 19 | 2 | 7 | 8 |

| 34 |

| 23 | 7 | 6 |

| 33 |

|  | 22 | 7 | 6 |

| 33 |

| 4 | 19 | 8 | 5 |

| 32 |

|  | 23 | 12 | 4 |

| 36 |

| 2 | 22 | 10 | 6 |

| 34 | 6 |

| 2 | 22 |  | 7 | 8 |

| 34 | 6 |

| 2 | 22 | 2 | 7 | 7 |

| 35 |

| 3 | 20 | 3 | 7 | 7 |

| 36 |